# 陶村 (香川県)
陶村（すえむら）は、香川県綾歌郡にあった村。現在の綾川町陶。

## 歴史
- 1890年2月15日 - 町村制施行に伴い、阿野郡陶村が発足。
- 1899年4月1日 - 阿野郡が鵜足郡と合併し、綾歌郡となる。
- 1954年4月1日 - 滝宮村・昭和村・羽床村と新設合併し、綾南町が発足。同日付で陶村が廃止。